# Batalha de Carteia
A Batalha de Carteia foi uma batalha naval entre a frota cartaginesa e a frota romana perto da cidade de Carteia, na Hispânia, em 206 a.C.. Os romanos, comandados por Caio Lélio, levaram a melhor sobre os cartagineses do almirante Aderbal.

## Contexto
Depois da derrota cartaginesa na Batalha de Ilipa, os turdetanos se juntaram em massa aos romanos. Asdrúbal Giscão e Magão Barca acabaram confinados com suas tropas em Gadir, onde estavam protegidos de um ataque romano. Depois do motim de Sucro e da Revolta de Indíbil e Mandônio, Públio Cornélio Cipião (o futuro "Africano") enviou Lúcio Márcio Sétimo, com uma pequena força sem uma caravana de bagagem, o que lhe acelerou o passo, para descer até a foz do rio Guadalquivir. Ali, os romanos encontraram o general cartaginês Hanão, que estava tentando recrutar uma força de mercenários para o exército de Magão, que foi derrotado na Batalha de Guadalquivir.
Caio Lélio, comandante de uma pequena frota — um quinquerreme e sete trirremes — chegou perto de Carteia, onde os cidadãos cartagineses estavam tramando para desertarem para o lado dos romanos. A conspiração foi descoberta por Magão Barca e seus responsáveis foram detidos e deportados para Cartago na frota de Aderbal, governador de Gades, com um quinquerreme e oito trirremes.

## Batalha
Quando a frota cartaginesa foi avistada perto de Carteia, a frota de Caio Lélio atacou de imediato, com o quinquerreme à frente, o que surpreendeu Aderbal, que acabou forçado a lutar, pois as correntes tornavam uma fuga impossível. 
O combate foi caótico, já que os trirremes de ambos os lados manobravam com muita dificuldade, mas as investidas foram numerosas e o combate corpo-a-corpo foi geral, com ambos os lados equilibrados. Finalmente, o quinquerreme de Lélio conseguiu atacar os trirremes cartagineses, afundando dois e imobilizando um terceiro.
Aderbal, dando-se por vencido, virou para a costa africana e fugiu; Lélio voltou a Carteia, onde foi informado de que a conspiração em Gades havia sido descoberta e que os responsáveis haviam sido enviados para Cartago.

## Consequências
Públio Cornélio Cipião (futuro "Africano") ordenou que Caio Lélio e Lúcio Márcio Sétimo, comandante na vitória de Guadalquivir, a ordem de retirada. Magão Barca embarcou suas últimas forças, alguns milhares de homens e alguns barcos, e, pela costa, chegou a Cartago Nova, onde desembarcou e iniciou um cerco, rechaçado pelos romanos na Segunda Batalha de Cartago Nova.
Magão Barca retornou derrotado a Gadir, mas encontrou as portas fechadas e os habitantes já em plena negociação com os romanos. Ele abandonou a cidade  e seguiu para as ilhas Baleares, onde passou o inverno em Porto Magão (moderna Maó). No ano seguinte, zarpou para o norte da Itália para tentar insuflar uma revolta entre os lígures.